# Dong Qichang

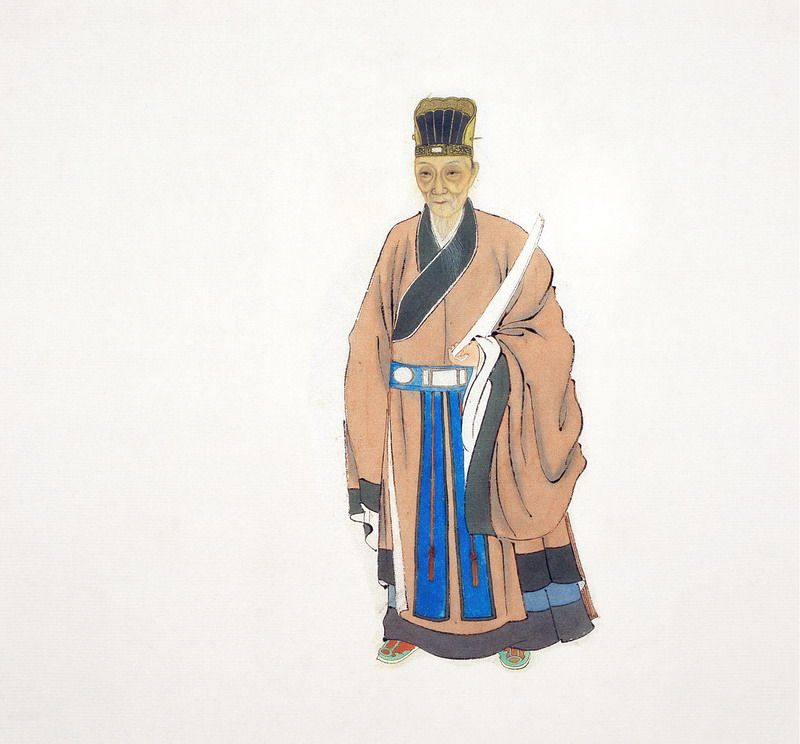
Dong Qichang

Dong Qichang (chinesisch 董其昌, Pinyin Dǒng Qíchāng, W.-G. Tung Ch'i-ch'ang; * 1555; † 1636) war ein chinesischer Maler, Gelehrter und Kalligraph der ausgehenden Ming-Dynastie.

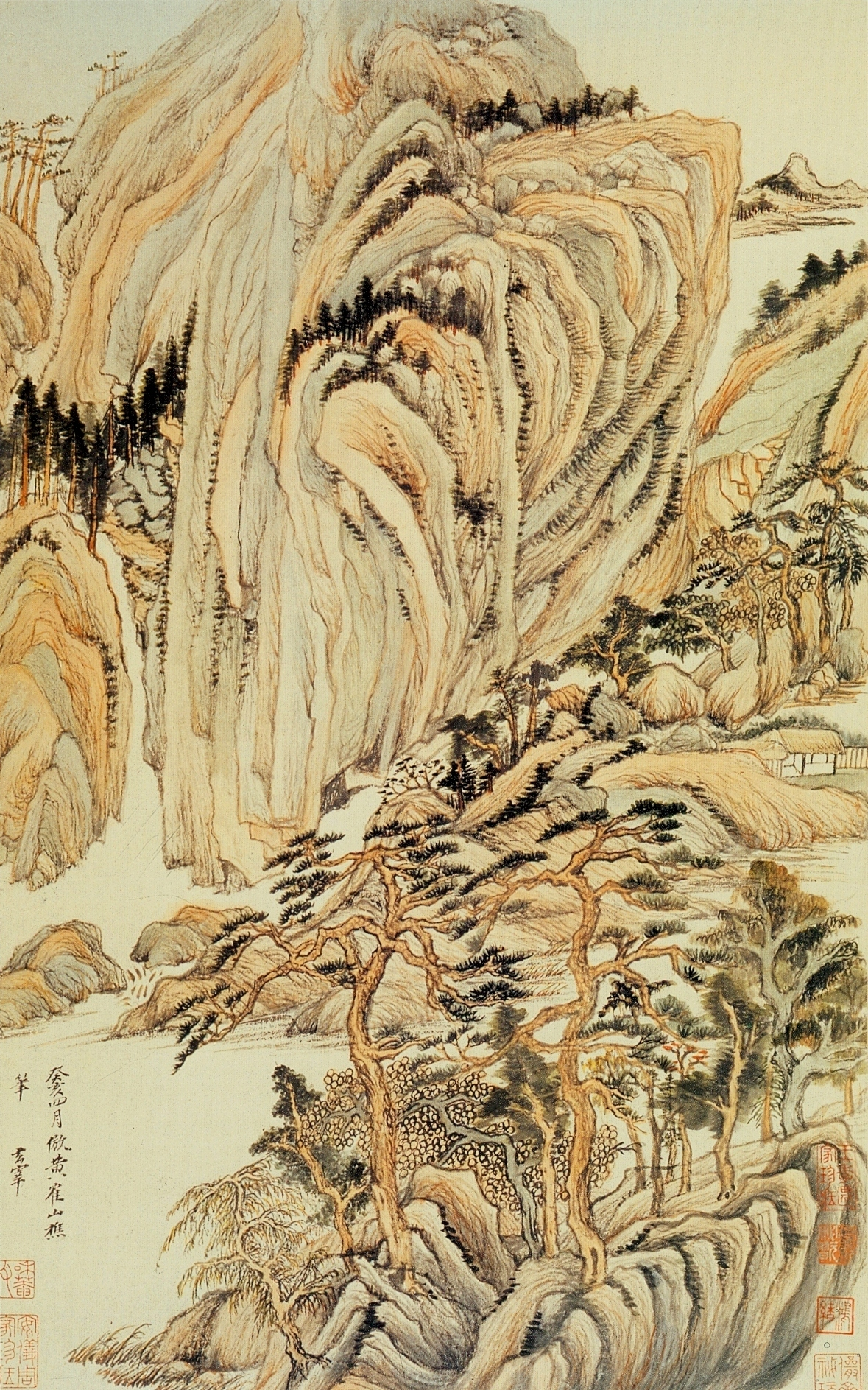
Dǒng Qíchāng – Landschaft

## Leben
Dǒng Qíchāng wurde 1555 in Huating (heute Großgemeinde des Stadtbezirks Jiading der regierungsunmittelbaren Stadt Shanghai) als Sohn eines Lehrers geboren. Bereits im Alter von zwölf Jahren bestand er das Präfekturexamen. Bei einer späteren Prüfung mit 17 Jahren landete er wegen seiner ungelenken Kalligraphie „nur“ auf dem zweiten Platz. Dies spornte Dǒng zu einer derartigen Verbesserung seiner diesbezüglichen Fertigkeiten an, bis er letztlich ein berühmter Kalligraph wurde. Danach stieg er nach und nach die Stufen der Beamtenhierarchie empor, bis er mit 35 deren höchste Stufe erreichte. In der Folge wirkte er 45 Jahre als Erzieher der kaiserlichen Prinzen und bekleidete wichtige Regierungsposten.
Gleichwohl war Dǒng nicht unumstritten: 1605 etwa kam es zu einer Protestdemonstration von Examenskandidaten gegen seine Bestellung zum Prüfer. Ein anderes Mal soll er Frauen beleidigt und geschlagen haben, die zu ihm mit Beschwerden gekommen waren, worauf ein aufgebrachter Pöbel sein Haus in Brand setzte. Auch pflegte Dǒng enge Beziehungen zu den Palasteunuchen.

## Wirken als Maler
Dǒngs Werk lehnt sich stilistisch an die Tradition der Yuan-Malerei an, insbesondere an Ni Zan. Wie dieser verzichtet Dǒng darauf, seine Landschaftsbilder mit Personen zu bevölkern; vielmehr lässt er die Natur allein in ihrer Monumentalität wirken.
Im Übrigen vermied Dǒng alles Raffinierte oder Sentimentale und gab dem Ausdruck Vorrang vor der naturgetreuen Wiedergabe des Gegenstands; so arbeitete er etwa mit absichtlich verfälschten Raumbeziehungen und anderen gewollten Dissonanzen, die ihm von westlichen Kunsthistorikern mitunter als bloßer Ausdruck technisch-handwerklicher Unfähigkeit angelastet werden. Dǒngs Kunst hatte großen Einfluss auf die sog. Individualisten der Qing-Zeit.

## Kunsttheorie
Daneben veröffentlichte Dǒng eine große Zahl kunsttheoretischer Schriften sowie hunderte Kolophone zu ausgewählten Bildern. Seinen dogmatischen Urteilen und Bildzuschreibungen kam damals hohe Verbindlichkeit zu, während vor allem letztere heute kritischer gesehen werden.
Überdies unterzog Dǒng die gesamte bisherige chinesische Malerei einer umfassenden Systematisierung. Insbesondere geht auf ihn auch die heute noch gültige Einteilung der Ming-Maler in eine nördliche (Zhe-) und eine südliche (Wu-) Schule zurück; Die Bezeichnungen sind freilich insofern irreführend, als sie nicht an die geographische Herkunft der Künstler anknüpft, sondern an ihre Nähe zu den gleichnamigen Richtungen des Zen-Buddhismus. Die Zhe-Schule bestand vor allem aus den von Dǒng wenig geachteten akademischen Berufsmalern. Die vor allem im Bereich von Suzhou und Songjiang beheimatete Wu-Schule, der sich Dǒng auch selbst zurechnete, vereinte indes vorwiegend die höher geschätzten dilettierenden Literatenmaler.

## Werk
Arbeiten von Dong Qichang befinden sich im Guangzhou Museum of Art.